# Station Neffe (provincie Namen)
Station Neffe is een voormalige spoorweghalte langs spoorlijn 154 (Namen - Dinant) in Neffe, een wijk van de stad Dinant.
0,0: Tamines ·
2,7: Falisolle ·
5,6: Aisemont ·
10,5: Fosses-la-Ville ·
13,3: Bambois ·
17,4: Saint-Gérard ·
20,7: Mettet ·
24,3: Furneaux ·
25,3: Ermeton-sur-Biert ·
28,2: Maredret ·
29,8: Denée-Maredsous ·
31,3: Sosoye ·
32,8: Falaën ·
35,1: Haut-le-Wastia ·
37,4: Warnant ·
40,3: Anhée ·
41,4: Anhée-Jonction ·
Bouvignes-sur-Meuse ·
Dinant ·
Neffe ·
Anseremme ·
Walzin ·
Gendron-Celles ·
Château d'Ardenne ·
0,0: Houyet ·
3,7: Hour-Havenne ·
5,1: Wanlin ·
8,2: Vignée ·
11,1: Villers-sur-Lesse ·
15,3: Eprave ·
19,3: Rochefort ·
23,1: Jemelle
0,0: Namen ·
3,0: Jambes ·
4,8: Velaine ·
7,6: Dave-Nord ·
10,8: Tailfer ·
12,8: Profondeville ·
14,0: Lustin ·
17,0: Godinne ·
20,1: Yvoir ·
21,8: Houx ·
25,8: Bouvignes-sur-Meuse ·
28,0: Dinant ·
29,5: Neffe ·
36,4: Waulsort ·
36,4: Waulsort-Dorp ·
41,8: Hastière ·
44,2: Hermeton-sur-Meuse ·
46,1: Heer-Agimont